# Línguas da Alemanha
A língua oficial da Alemanha é o alemão padrão, com acima de 95% do país falando o alemão padrão ou algum dialeto alemão como língua materna. Esse número inclui falantes da minoria reconhecida que fala o Baixo saxão, uma língua regional, que não é separada do alemão nas estatísticas. Línguas maternas minoritárias incluem:
- Sorábio 0.10%
- Romani 0.08%
- Dinamarquês 0.06%
- Frísio Setentrional 0.01%

Línguas de imigrantes são faladas em comunidades de primeira e segunda geração de pessoas do Leste Europeu, África, Ásia e América Latina: O turco é falado por aproximadamente 2 milhões de pessoas (turcos étnicos) somente na Alemanha, seguido por pequenos grupos que usam o árabe provenientes do Oriente Médio e Norte da África; grego; italiano; servo-croata da antiga Iugoslávia e espanhol da América do Sul são exemplos.
A maioria dos alemães aprendem o inglês como primeira língua estrangeira, alguns aprendem o francês como primeira ou segunda língua estrangeira, ou ainda o Latim como segunda língua estrangeira. Italiano, Russo, Polonês, Holandês, e outras línguas são também ensinadas nas escolas (dependendo da região geográfica).